# Puppenmord
Puppenmord (Originaltitel: Wilt) ist eine britische Komödie aus dem Jahr 1989. Der Independentfilm wurde nach Tom Sharpes gleichnamiger Romanvorlage gedreht und zeichnet sich vor allem durch ihren für Sharpe typischen schwarzen Humor aus. Der Film kam am 10. Mai 1990 in die deutschen Kinos.

## Handlung
Henry Wilt ist ein nicht sehr durchsetzungsstarker Berufsschullehrer, der am liebsten seine gefühlskalte und ihn dominierende Frau Eva ermorden würde. Sie fordert von ihm, was er ihr nicht geben kann – Geld und gesellschaftliches Ansehen. Das Unheil nimmt seinen Lauf, als Wilt bei einer ausufernden Party von einer Freundin seiner Frau fast entkleidet an eine aufblasbare, lebensgroße Gummipuppe gefesselt und damit vor allen Gästen blamiert wird.
Gedemütigt flieht er von der Party, befreit sich von der Puppe und entledigt sich ihrer auf dem Heimweg in einer Baugrube. Dabei wird er allerdings von Anwohnern beobachtet, die die Puppe für eine Leiche halten. Als seine Frau von der Party nicht wieder zurückkehrt, wird Wilt des Mordes beschuldigt. Da die Puppe auf der Baustelle inzwischen versehentlich mit Beton zugeschüttet wurde, zieht sich die Wahrheitssuche hin. Inspektor Flint nimmt sich des Falls an und versucht auf vielerlei Weise, den vermeintlichen Mörder zum Geständnis zu bringen. Dabei verdächtigt er ihn nicht nur des Mordes an seiner Frau, sondern hält ihn auch noch für einen Massenmörder, gegen den die Polizei ermittelt.
Als der Druck der Polizisten nicht nachlässt, verliert Wilt die Geduld und erzählt eine absurde Version der von ihm angeblich begangenen Morde. So wird unter anderem schließlich angenommen, Wilt habe die Leiche seiner Ehefrau in der Fleischfabrik beseitigt. Was allgemein Ekel und Entsetzen auslöst, bringt ihm allerdings den Respekt seiner Problemklasse 'Fleisch III' ein. Letztlich klärt sich Wilts Unschuld auf, und auch seine Frau findet sich unspektakulär auf der Yacht von Freunden. Seine Erlebnisse haben Wilt allerdings mehr Selbstbewusstsein und Unabhängigkeit von den Launen seiner Frau eingebracht.

## Kritiken
Das Lexikon des internationalen Films bezeichnete den Film als „hervorragend besetzt“, empfand den Humor jedoch als „mitunter leicht geschmacklos“.
Für Prisma ist Puppenmord eine „muntere Krimikomödie“ und im Gesamturteil „annehmbar“, während Cinema urteilt, „die Romanvorlage ist besser gewürzt“ als die „abgedrehte Slapstick-Komödie“.